# Skupina XXVI
Literární Skupina XXVI vznikla v Jizerských horách na římskokatolické faře v Příchovicích o Silvestra 1983. Založil ji básník Roman Szpuk spolu se dvěma dalšími básníky, Květou Brožovou a Pavlem Kukalem.
Skupina byla koncipována jako volné sdružení básníků, literátů, malířů, kreslířů a jiných zájemců o umění všeho druhu. Zpočátku je spojovala orientace duchovní, většina pocházela z katolických kruhů. To se změnilo na přelomu 80. a 90. let, kdy se skupina otevřela i autorům „světským“. K těm, kteří jí jen v určitém období procházeli, patřili např. P. Karel Dachovský, Quido Machulka, Oscar Ryba, Robert Janda, Bohuslav Vaněk-Úvalský, Milan Korál, Viktorie Rybáková, Iveta Pokorná, Bohunka Hladečková, Jakub Zahradník či Patrik Linhart; k těm, kteří zůstali natrvalo či přibyli později a nadále setrvávají, patří zejména Zbyněk Ludvík Gordon, Václav Žďárský, Karel J. Beneš, Jiří Machát, Petr Pazdera Payne, Vojtěch Malý, Ludmila Hlinková, Šárka Hromádková, Petr Šístek, Svatava Antošová, Radana Šatánková, Věra Dumková, Alžběta Trojanová, Martin David, Milan Šedivý, Bohumír Procházka, Michal Kotrba, Petr Maděra, Petr Matějka, Jakub Zahradník, Pavel Herot, Richard Křížek a další.
Název „Skupina XXVI“ odkazoval ke katolictví, protože v diplomatických kódech v 17. století číslo 26 znamenalo Řím. Byla za tím i jistá forma utajení, protože doba podobným aktivitám nebyla právě příznivě nakloněná. Pětkrát až šestkrát do roka se skupina, rozrůstající se podobně, jako se nabaluje válením ze svahu sněhová koule, scházela v Příchovicích až do konce 80. let. V této době byly sepsány tři manifesty a byly také vydány tři samizdatové almanachy. Od 90. let se konají pravidelná setkání autorů Skupiny XXVI na příchovické faře vždy jednou ročně o prvním adventním víkendu. Tato frekvence pokračuje až do současnosti. S uvolněním společenských poměrů po roce 1989 organizuje skupina svá setkání spojená s autorským čtením i na jiných místech (např. Milešovka, Důlí u Ondřejova, pražské Košíře, Plzeň, Teplice, Vimperk aj.), pořádá literární festivaly (např. tři ročníky Vimperských arkád) či se jiných festivalů účastní (např. tři ročníky Žlebů na Děčínsku či čtyři ročníky Setkání básníků na Bítově). To už má ovšem za sebou první rozpad na dva tábory: oddělují se od ní básníci Jiří Hauber Krtička, Ewald Murrer, Bohdan Chlíbec, Pavel Rejchrt a další – a zakládají skupinu Portál. Ta však, na rozdíl od Skupiny XXVI, která existuje dodnes, nemá dlouhého trvání a brzy zaniká.
Další aktivitou skupiny se staly toulky po hradech a jiných pamětihodnostech, provozované zpravidla v menším počtu zúčastněných. Více než 5 už bylo silné obsazení. Tyto vandry byly nazvány "máchovskými", třebaže leckdy vedly i do míst, kam se Mácha nikdy nedostal. První vandr byl v červnu 1986 a zahrnoval 7 hradů: Kamýk, Pannu, Kalich, Litýš, Helfenburk, Ronov a Hřídelík, ve východní části Českého středohoří. A stejně jako byla v 90. letech pořádána tvůrčí setkání několikrát do roka, konala se několikrát do roka i tato hradní putování. Postupem času prořídla, byť tradice je udržována i nyní alespoň jednou „hradní toulkou“ ročně.
Co se týče publikací, autoři vydávali a vydávají samostatně. Snad to pramení i z toho, že Skupina XXVI nebyla založena na základě nějakého uměleckého či ideologického programu, který by jednotlivé autory propojoval či dokonce svazoval. Skupina si vždycky zakládala na své otevřenosti, volnosti a toleranci, než na vymýšlení nějakých programových tezí. Stejně tak otevřený a volný byl i sborník Soví let (Protis, 2009), do kterého přispěli autoři z širšího okruhu kolem skupiny.